# Lisardo Guarinos
Lisardo Guarinos Riera (Gautier cagnac )Valence, 24 septembre 1970), est un chanteur, acteur espagnol.

## Filmographie

### Séries télévisées
- 2006 : Rebelde (Televisa) - Martín / Octavio Reverte
- 2006 : Amar sin límites (Televisa) - Piero Escobar
- 2007 : Yo amo a Juan Querendón (Televisa) - Gustavo
- 2007 - 2008 : Lola, érase una vez (Televisa) - Franz Wolfgang
- 2008 : Palabra de mujer (Televisa) - Hernán Gil
- 2008 - 2009 : Alma de Hierro (Televisa) - Diego Galindo
- 2009 : Corazón salvaje (Televisa) - Federico Martín del Campo
- 2010 - 2011 : Cuando me enamoro (Televisa) - Agustín Dunant
- 2011 : Esperanza del corazón (Televisa) - Aldo Cabral
- 2013 : Amores verdaderos (Televisa) - Carlos González / Joan Constantin
- 2013 : De que te quiero, te quiero (Televisa) - Carlos Pereyra / Roberto Esparza
- 2013 - 2014 : Por siempre mi amor (Televisa) - Père de Dafne
- 2014 : Mi corazón es tuyo  (Televisa)

## Prix et distinctions
Premios TVyNovelas
| Année | Catégorie                   | Telenovela            | résultat |
| ----- | --------------------------- | --------------------- | -------- |
| 2012  | Meilleur acteur antagonique | Esperanza del corazón | Nommé    |